# Cottunculus konstantinovi
Cottunculus konstantinovi är en fiskart som beskrevs av Myagkov, 1991. Cottunculus konstantinovi ingår i släktet Cottunculus och familjen paddulkar. Inga underarter finns listade i Catalogue of Life.